# Acisoma panorpoides
Acisoma panorpoides – gatunek ważki z rodziny ważkowatych (Libellulidae). Szeroko rozprzestrzeniony w Azji, głównie południowej i południowo-wschodniej. Dawniej za jego podgatunki uznawano występujące w Afryce (w tym na Madagaskarze): Acisoma ascalaphoides, Acisoma inflatum i Acisoma variegatum.

## Występowanie
Zamieszkuje następujące kraje: Bangladesz, Bhutan, Brunei, Kambodża, Chiny, Indie, Indonezja, Japonia, Malezja, Mjanma, Nepal, Pakistan, Filipiny, Singapur, Sri Lanka, Tajwan, Tajlandia, Wietnam, być może także Laos.
Zamieszkuje różne typy siedlisk słodkowodnych, m.in. porośnięte roślinnością stawy, rowy, otwarte odcinki strumieni. Został także odnotowany na plantacjach palmy olejowej.

## Zagrożenia
W skali globalnej nie jest gatunkiem zagrożonym, choć w niektórych krajach zagraża mu rozrost miast i innych osiedli ludzkich.